# Химна Турске
Марш независности (тур. İstiklâl Marşı) је химна Турске од 12. марта 1921. Занимљиво је да се обично певају само прве две строфе, а остале строфе се обично помињу приликом рецитовања химне. „Марш независности“ је такође и химна Турске републике Северни Кипар.

## Стихови
-{
Korkma, sönmez bu şafaklarda yüzen al sancak;
Sönmeden yurdumun üstünde tüten en son ocak.
O benim milletimin yıldızıdır parlayacak;
O benimdir, o benim milletimindir ancak.
Çatma, kurban olayım çehreni ey nazlı hilal!
Kahraman ırkıma bir gül! ne bu şiddet bu celal?
Sana olmaz dökülen kanlarımız sonra helal,
Hakkıdır, Hak'ka tapan, milletimin istiklal!
Ben ezelden beridir hür yaşadım, hür yaşarım.
Hangi çılgın bana zincir vuracakmış? Şaşarım;
Kükremiş sel gibiyim, bendimi çiğner aşarım;
Yırtarım dağları, enginlere sığmam, taşarım.
Garbın afakını sarmışsa çelik zırhlı duvar,
Benim iman dolu göğsüm gibi serhaddim var.
Ulusun, korkma! Nasıl böyle bir imanı boğar.
"Medeniyet!" dediğin tek dişi kalmış canavar?
Arkadaş! Yurduma alçakları uğratma sakın!
Siper et gövdeni, dursun bu hayasızca akın.
Doğacaktır sana vaadettiği günler Hak'kın;
Kimbilir, belki yarın, belki yarından da yakın.
Bastığın yerleri "toprak" diyerek geçme, tanı!
Düşün, altında binlerce kefensiz yatanı.
Sen şehit oğlusun, incitme, yazıktır atanı;
Verme, dünyaları alsan da bu cennet vatanı.
Kim bu cennet vatanın uğruna olmaz ki feda?
Şüheda fışkıracak toprağı sıksan, şüheda!
Canı, cananı, bütün varımı alsın da Hüda,
Etmesin tek vatanımdan beni dünyada cüda.
Ruhumun senden, ilahi, şudur ancak emeli;
Değmesin mabedimin göğsüne na-mahrem eli!
Bu ezanlar ki şahadetleri dinin temeli,
Ebedi yurdumun üstünde benim inlemeli
O zaman vecd ile bin secde eder varsa taşım;
Her cerihamdan, ilahi, boşanıp kanlı yaşım,
Fışkırır ruh-i mücerret gibi yerden naşım;
O zaman yükselerek arşa değer belki başım!
Dalgalan sen de şafaklar gibi ey şanlı hilal;
Olsun artık dökülen kanlarımın hepsi helal!
Ebediyyen sana yok, ırkıma yok izmihlal.
Hakkıdır, hür yaşamış bayrağımın hürriyet;
Hakkıdır, Hak'ka tapan milletimin istiklal!
}-
- Текст Мехмет Акиф Ерсој
- Музика Осман Заки Ингор

## Превод
Не плаши се! Црвена застава која се таласа овог славног сумрака никада неће избледети,
Пре него што последње ужарено огњиште моје нације не ишчезне.
То је звезда моје нације која ће увек блистати;
Моја је и припада само мојој храброј нацији.
Драги полумесече, не напуштам те. Дао бих свој живот за тебе.
Осмех мојој херојској раси! Чему љутња, чему бес?
Иначе наша крв коју смо ради тебе пролили неће да буде благословена;
Слободе ради апсолутно је исправно за моју Божју нацију.
Био сам од почетка слободан и то ћу бити заувек.
Какав лудак ће ме ставити у окове! Био бих изненађен!
Ја сам као поплава; моћан и независан,
Померићу планине, излићу се из корита, али ћу и даље тећи!
Западне земље могу да се наоружају челичним зидовима,
Али ја имам границе које чувају моћна прса верника.
Пријатељу, препознај своју унутрашњу снагу! И размисли, како ова силна вера може икад да буде убијена,
Од удара канџа монструма кога зовеш „цивилизација"?
Пријатељу! Не дај моју домовину рукама туђина!
Постави груди као штит, а тело као ров! Заустави ову опсаду!
Ускоро ће доћи дани дивних обећања...
Ко зна? Можда сутра? Можда чак и скорије!
Не гледај по блату по коме си газио на јединој земљи, препознај га!
И размисли о хиљадама људи без покрова што грациозно леже испод тебе.
Ти си син мученика, срами се, не повређуј своје претке!
Не одустај од идеала, чак ни по цену свог злата на земљи.
Који човек не би дао свој живот за парче ове рајске земље?
Мученици би устали само да стегну комад земље! Мученици!
Бог ми може узети све вољене ако жели,
Али ме не може удаљити од једине домовине на свету.
О славни Боже, једина жеља у мом болом погођеном срцу је да
Рука туђина никад не дотакне цвет мог светог храма.
А ови езани, чије су шахаде темељ моје вере,
Нека се чују гласно широм моје вечне домовине.
Ако има неко ко може да се жртвује за нацију, славићу.
И сузе гневне крви ће да теку из сваке моје ране,
И моје беживотно тело ће ходати земљом као вечна душа.
Можда ћу само тада мирно да се уздигнем и да досегнем рај.
Маши према ведром небу, према славном полумесецу,
Тако да на крају свака кап крви буде вредна!
Ни ти, ни моја раса никада нећете нестати!
Слобода је апсолутно право за моју заставу;
Слобода је апсолутно право за моју религиозну нацију!